# Yannick Martial Ayissi Elounddou
Yannick Martial Ayissi Eloundou, né le 23 octobre 1981 est un homme politique camerounais. Il est membre du parti politique Rassemblement démocratique et politique du Cameroun (RDPC) et maire de la commune de Yaoundé II depuis le 18 janvier 2019.

## Enfance
Yannick Martial Ayissi Eloundou est originaire du département de la Lekié dans la région du Centre. Il grandit à Yaoundé et poursuit ses études primaires à l'Ecole primaire catholique du Sacré cœur de Mokolo dans l'arrondissement de Yaoundé II.

## Formation académique
Après avoir effectué ses études secondaires entre le lycée de Nkol-Eton et le lycée général Leclerc, Yannick Martial Ayissi Eloundou poursuit son cursus universitaire à l'Université de Yaoundé II, à Soa. Il est titulaire d'une licence en sciences économiques de gestion et d'une maîtrise en sciences économiques. Il est également diplômé de l'Ecole Nationale D'Administration Et De Magistrature (ENAM), division régies financières.

## Carrière professionnelle
Yannick Martial Ayissi Eloundou est sous-directeur du budget au Ministère des Enseignements secondaires. Il a commencé sa carrière en 2003 au Ministère des Finances. Il a travaillé dans plusieurs autres ministères du Cameroun au gré des affections. Notamment au Ministère des Postes et Télécommunications, au Ministère de la Jeunesse.

## Parcours politique
Il fait son entrée dans le landerneau politique Camerounais en 2010 comme membre de la 4ème sous-section OJRDPC du Mfoundi II. En 2013, il est élu conseiller municipal à la mairie de Yaoundé II. Il sera  membre de la Commission des affaires sociales.
Le 18 janvier 2019, des élections internes le portent à la tête de cette commune. Ces élections surviennent un an avant le double scrutin législatif et municipal de 2020, à la suite du décès le 16 novembre 2018 à Yaoundé, de Luc Asamba alors maire de cette commune. Yannick Martial Ayissi Elounddou remporte ces élections face à Achille Atanga avec 21 voix contre 16.

## Dinstinctions
En 2019, le prix sous régional des meilleures pratiques communales est attribué à Yannick Martial Ayissi Eloundou par le cabinet d'expertise International Commitee of excellence.